# Suha pri Predosljah
Suha pri Predosljah este o localitate din comuna Kranj, Slovenia, cu o populație de 229 de locuitori.